# کایل شوفلت
کایل شوفلت (به انگلیسی: Kyle Shewfelt) ژیمناست زادهٔ ۶ مهٔ ۱۹۸۲ میلادی اهل کشور کانادا است.